# Patagonia (animal)
Patagonia es un género extinto de mamífero no placentario del Mioceno de Argentina. Se ha considerado tradicionalmente que es un metaterio incertae sedis (de posición incierta), pero análisis posteriores han mostrado que es un gondwanaterio. Por lo tanto es la especie más reciente conocida de aloterio.

## Descripción
Solo se conoce una especie de este género, P. peregrina, procedente de depósitos que datan de la edad Colhuehuapense de la Formación Sarmiento, en la provincia de Chubut. El espécimen holotipo, MACN-CH-869, se compone de una mandíbula semicompleta; también se conocen dientes superiores e inferiores aislados. La mandíbula es corta y alta, con una sínfisis en el dentario casi vertical y sin fusionar y una fosa masetérica posicionada dorsalmente. Los incisivos carecen de raíz y se extienden lingualmente a lo largo del borde ventral del dentario más allá del nivel del tercer molariforme, y los molariformes son hipsodontes. La fórmula dental es: ?/2.3 y los elementos molariformes son idénticos, por lo que es imposible distinguir entre molares y premolares. Anteriormente, se pensaba que el animal tenía caninos, pero varios estudios han determinado que son realmente un segundo par de incisivos.

## Clasificación
Originalmente, se identificó a Patagonia como algún tipo de mamífero marsupial. Sin embargo, debido a sus cualidades sumamente peculiares se tendía a situarlo en su propio orden y familia, Patagonioidea y Patagoniidae, respectivamente. Algunos estudios filogenéticos encontraron que era parte de los Paucituberculata, frecuentemente relacionados con los igualmente confusos groebéridos, aunque de una forma puramentente provisional sin enumerar ninguna sinapomorfia, basándose solo en sus rasgos parecidos a los de los roedores.
Otros estudios hallaron que en cambio no sería ni un marsupial ni ningún otro tipo de metaterio, sino un aloterio gondwanaterio. Los rasgos supuestamente "extraños" de hecho son normales en ese clado, y se encontró que se sitúa entre la familia de los sudamerícidos.

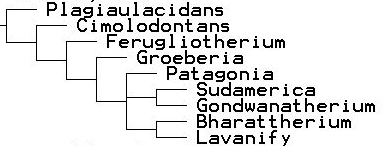
Cladograma de Gondwanatheria de acuerdo con Chimento et al., 2015.

## Paleobiología
Patagonia era un herbívoro fosorial. La anatomía dental y de la mandíbula es similar a la de los roedores cavadores, al punto de que en su descripción original fue denominado como un "tuco-tuco marsupial". Como muchos otros multituberculados y los Glires modernos, poseía incisivos sin raíz, lo que significa que estos nunca paraban de crecer.
Como otros sudamerícidos tenía dientes molariformes hipsodontes. Esto significa que estaban bien adaptados a masticar hierbas, y era probablemente un pastador, lo cual coincide con el ambiente de planicies en el que habitó.
Como otros aloterios su anatomía del masetero y la orientación de los molariformes sugieren que tenía una mordida palinal (del frente hacia atrás), un estilo de masticación que no ha sido observado en los mamíferos modernos y es una de las varias características anteriormente consideradas como "extrañas".

## Paleoecología
Los depósitos colhuehuapenses de la Formación Sarmiento indican un ambiente de estepa o sabana, con un alto grado de pastos fitolíticos, a diferencia de los ambientes de bosques más antiguos de esa región. Esto coincide con los hábitos excavadores y pastadores de Patagonia.
Una gran variedad de especies de mamíferos se conocen de esta área, incluyendo roedores caviomorfos como Dudumus, así como los paucituberculados argirolágidos similares a roedores. Patagonia probablemente evitaba la competencia al ocupar un nicho bastante especializado.